# Nazionale maschile under 18 di pallacanestro della Thailandia
La nazionale di pallacanestro thailandese Under-18 è una selezione giovanile della nazionale thailandese di pallacanestro, ed è rappresentata dai migliori giocatori di nazionalità thailandese di età non superiore ai 18 anni.
Partecipa a tutte le manifestazioni internazionali giovanili di pallacanestro per nazioni gestite dalla FIBA.

## Partecipazioni

### FIBA AsiaBasket Under-18
- 1972 - 5°
- 1974 - 4°
- 1977 - 4°
- 1978 - 11°
- 1980 -  3°

- 1982 - 4°
- 1989 - 9°
- 1992 - 10°
- 1995 - 4°
- 1996 - 7°

- 2000 - 14°
- 2006 - 11°
- 2016 - 11°
- 2018 - 14°